# Kim Ye-jin
Kim Ye-Jin (Koreaans: 김예진) (Seoel, 20 december 1999) is een Zuid-Koreaans shorttrackster.
Tijdens de 2018 in eigen land won Kim de gouden medaille in de relay.

## Resultaten

### Olympische Winterspelen
| Jaar | Plaats      | Resultaten |
| ---- | ----------- | ---------- |
| 2018 | Pyeongchang | relay      |

### Wereldkampioenschappen
| Jaar | Plaats   | Resultaten |
| ---- | -------- | ---------- |
| 2018 | Montreal | relay      |

1992: Cutrone, Daigle, Lambert, Perreault ·
1994: Chun, Kim S.-h., Kim Y.-m., Won ·
1998: An, Chun, Kim, Won ·
2002: Choi E.-k., Choi M.-k., Joo, Park ·
2006: Byun, Choi, Jeon, Jin, Kang ·
2010: Sun, Wang, Zhang, Zhou ·
2014: Cho, Kim, Kong, Park, Shim ·
2018: Choi, Kim A.-l., Kim Y.-j., Lee, Shim ·
2022: Van Kerkhof, Poutsma, Schulting, Velzeboer